# Ammoconia vetula
Ammoconia vetula là một loài bướm đêm trong họ Noctuidae.